# Scurrula lepidota
Scurrula lepidota är en tvåhjärtbladig växtart som först beskrevs av Bi., och fick sitt nu gällande namn av George Don jr. Scurrula lepidota ingår i släktet Scurrula och familjen Loranthaceae. Inga underarter finns listade i Catalogue of Life.